# Worswick Hill
Worswick Hill är en kulle i Antarktis. Den ligger i Sydorkneyöarna. Argentina och Storbritannien gör anspråk på området. Toppen på Worswick Hill är 1 041 meter över havet, eller 39 meter över den omgivande terrängen. Bredden vid basen är 0,33 km. Worswick Hill ligger på ön Coronation Island.
Terrängen runt Worswick Hill är kuperad åt nordväst, men åt sydost är den bergig. Havet är nära Worswick Hill åt nordost. Trakten är obefolkad. Det finns inga samhällen i närheten. 